# Hugo Weczerka
Hugo Weczerka (n. 25 martie 1930, Vama, România – d. 2 aprilie 2021) a fost un istoric german originar din Bucovina.
În anul 1954 a publicat primul studiu despre germanii din Bucovina. În mai 1956 a obținut doctoratul în filosofie la Universitatea din Hamburg, cu tema „Germanitatea medievală și modernă timpurie în Principatul Moldovei, de la începuturile sale până la declinul său (secolele XIII - XVII)”. Din anul 1963 a devenit membru corespondent, iar din 1974 membru titular al Consiliului de Cercetare „Johann Gottfried Herder”.
Începând cu anul 1967 a lucrat la Institutul Herder din Marburg, având ca domeniu de cercetare istoria și geografia istorică. În anul 1969 a devenit editor al revistei Zeitschrift für Ostmitteleuropa-Forschung (ZfO), iar din 1969 până în 1982 a fost redactor-șef al acesteia. I-a succedat lui Roderich Schmidt în funcția de director al Institutului Herder, din aprilie 1990 până la pensionarea sa, în anul 1995. A fost membru al Comisiei istorice pentru Silezia.
Timp de mulți ani a fost membru corespondent al Consiliului de administrație al Institutului pentru Istorie Urbană Comparată (IStG) din cadrul Westfälische Wilhelms-Universität Münster (WWU) din Münster.

## Scrieri (listă incompletă)
- Die Deutschen im Buchenland, în: Der Göttinger Arbeitskreis Schriftenreihe. Heft 51, Holzner Verlag, Würzburg 1954.
  - Herkunft und Volkszugehörigkeit der Lemberger Neubürger im 15. Jahrhundert (mit 2 Karten), în: Zeitschrift für Ostmitteleuropa-Forschung. Heft 1–4, Marsberg 1955, S. 506–530.
  - coautor Heinz Stoob: Die Ausbreitung der abendländischen Stadt im östlichen Mitteleuropa 1301–1800, în: Atlas östliches Mitteleuropa. Velhagen & Klasing, Bielefeld 1959.
  - Das mittelalterliche und frühneuzeitliche Deutschtum im Fürstentum Moldau von seinen Anfängen bis zu seinem Untergang 13.–17. Jahrhundert. 1955 (teză de doctorat, Facultatea de Filosofie, Universitatea Hamburg, Hamburg 4 mai 1956) → Ediție nouă în: Buchreihe der Südostdeutschen Historischen Kommission. Band 4, Oldenbourg, München 1960.
  - Siedlungsgeschichte des Bukowiner Deutschtums, în: Franz Lang (Hrsg.): Buchenland. Hundertfünfzig Jahre Deutschtum in der Bukowina (= Veröffentlichungen des süddeutschen Kulturwerks. Heft 16, München 1961), S. 23–41.
  - Putzger-Wandkarten. Polen im 20. Jahrhundert. Die Teilung Polens 1772–1795. Band 116, Velhagen & Klasing, Bielefeld 1961.
  - coautor Friedrich Bruns: Hansische Handelsstrassen:
    - Teil 1. Atlas. Böhlau Verlag, Köln-Graz 1962.
    - Teil 2. Textband. Böhlau Verlag, Köln-Graz, 1967.
    - coautori Evamaria Engel și Ilse Bongardt: Teil 3. Registerband. Böhlau Verlag, Weimar 1968.

  - coautor Paul Johansen: Rossica externa. Studien zum 15.–17. Jahrhundert. Festgabe für Paul Johansen zum 60. Geburtstag. N. G. Elwert Verlag, Marburg 1963, ISBN 3-7708-0205-5.
  - Herike, Goswin von, în: Neue Deutsche Biographie (NDB). Band 8, Duncker & Humblot, Berlin 1969, ISBN 3-428-00189-3, S. 616 f. (Digitalisat).
  - Prof. Dr. Herbert Schlenger †, în: Mitteilungen der Südosteuropa-Gesellschaft. Nr. 1/2, 9 (1969), S. 26–28.
  - Rumänien (bis 1945), în: Literaturberichte über Neuerscheinungen zur außerdeutschen Geschichte. Band 5., Oldenbourg, München 1973, S. 324–420.
  - Literaturbericht über die Geschichte Rumäniens bis 1945. Veröffentlichungen 1944–1970, în: Historische Zeitschrift, 1973, S. 325–420.
  - Stadt- und Marktgründungen und Stadtabgänge in Schlesien 1450–1800, în: Zeitschrift für Ostforschung. Band 23; 1974, S. 193–260.
  - în calitate de coordonator: Schlesien. (= Handbuch der historischen Stätten: Schlesien). Alfred Kröner, Stuttgart 1977 (= Kröners Taschenausgabe. Band 316), ISBN 3-520-31601-3; 2. Reeditare în anul 2003.
  - Verzeichnis der Veröffentlichungen Walter Kuhns 1923–1978, în: Zeitschrift für Ostforschung. 27, 1978, S. 532–554.
  - Die Herkunft der Studierenden des Jüdisch-Theologischen Seminars zu Breslau 1854–1938, în: Zeitschrift für Ostforschung. 35 (1986), S. 88–138.
  - Stadtmappe Breslau – Deutscher Städteatlas. GSV Größchen Städteatlas, Altenbeken 1987, ISBN 3-89115-035-0.
  - coautor Heinz Stoob: Stadtmappe Goldberg – Deutscher Städteatlas. GSV Größchen Städteatlas, Altenbeken 1987, ISBN 3-89115-004-0.
  - Die Residenzen der schlesischen Piasten, în: Hans Patze, Werner Paravicini (Hrsg.): Fürstliche Residenzen im spätmittelalterlichen Europa. Thorbecke, Sigmaringen 1991, ISBN 3-7995-6636-8, S. 311–347.
  - Stände und Landesherrschaft in Ostmitteleuropa in der frühen Neuzeit. Verlag Herder-Institut, Marburg 1995, ISBN 3-87969-237-8.
  - Juden in Schlesien. Ein Literaturbericht, în: Zeitschrift für Ostforschung. 47 (1998), S. 70–81.
  - Aspekte der Zusammenarbeit in der Ostmitteleuropa-Forschung. Tagung des Herder-Instituts und des J. G. Herder-Forschungsrates am 22./23. Februar 1994. Band 1, VIII, Marburg 1996, ISBN 3-87969-243-2.
  - coautor Hans Lemberg: Die Arbeit des Forschungsverbundes Ostmitteleuropa in den Jahren 1990–1996. Herder-Institut, Marburg 1996.
  - Czernowitz. Städtebauliche Entwicklung in österreichischer Zeit. Traditionsverband Katholischer Czernowitzer Pännaler (Hrsg.), Innsbruck 2000.
  - Schlesiens zentrale Orte. Kontinuität und Wandel vom Mittelalter bis zur Mitte des 20. Jahrhunderts, în: Jahrbuch der Schlesischen Friedrich-Wilhelms-Universität zu Breslau. Band 49 (2008/2009), S. 33–61.
  - Die „Francisco-Josephina“ in Czernowitz. Eine Universität am Ostrand der Habsburgermonarchie, în: Victoria Popovici, Wolfgang Dahmen, Johannes Kramer (Hrsg.): Gelebte Multikulturalität. Czernowitz und die Bukowina. Peter Lang, Frankfurt am Main 2010, ISBN 978-3-631-56484-4, S. 67–85.
  - Paul Johansen (1901–1965), Hanse- und Osteuropahistoriker. Bemerkungen zu einer neuen Publikation. In: Hansische Geschichtsblätter. Band 130 (2012), S. 211–223.